# The Princess and the Frog
The Princess and the Frog (La princesa y el sapo en Hispanoamérica y Tiana y el sapo en España) es una película animada de Walt Disney Animation Studios, basada libremente en el libro La princesa rana, de E. D. Baker y a su misma vez en el cuento El príncipe rana de los Hermanos Grimm. Fue estrenada el 11 de diciembre de 2009 en Estados Unidos, siendo la cuadragésimo novena (49) película animada dentro del canon de animación de la productora, y la primera película de animación tradicional (dibujo a mano sobre celuloide) desde Home on the Range, en el año 2004.
Está dirigida por John Musker y Ron Clements, directores de The Great Mouse Detective, La Sirenita, Aladdín, Hércules y El Planeta del Tesoro, con canciones y letras compuestas por Randy Newman, y con las voces (en su versión en inglés) de Anika Noni Rose, Oprah Winfrey, Keith David, Jim Cummings, John Goodman, Jenifer Lewis, Bruno Campos, Michael-Leon Wooley, Peter Bartlett y Terrence Howard.
La película, que comenzó su producción con el título The Frog Princess, es un cuento de hadas situado en Estados Unidos al estilo musical de Broadway, con ambientación en el Barrio francés de Nueva Orleans. En la historia, un príncipe de nombre Naveen, del país europeo de Maldonia es transformado en rana (aunque en el título de la película se utilice la palabra «sapo», para adaptarse a la versión en español del cuento en el que la princesa besa al sapo)[cita requerida] por el malvado brujo vudú Doctor Facilier. El príncipe rana le pide a una hermosa y joven camarera de nombre Tiana que él mismo cree que es una princesa, que lo bese para romper el hechizo. Sin embargo, el beso no sólo no rompe el encantamiento, sino que convierte también a Tiana en rana. Juntos tendrán que encontrar a la sacerdotisa vudú del bayou, Mama Odie, acompañados de Louis, un caimán que toca la trompeta, y Ray, una luciérnaga romántica empedernida.
La película ha destacado por ser la producción animada más moderna de Disney que restauró de nuevo un interés por el modelo, tanto argumental como artístico, de los largometrajes animados del estudio de Walt Disney en la época dorada de Disney, algo que no se había vuelto a ver desde el Renacimiento de Disney.
La película obtuvo tres nominaciones al Óscar: como mejor película de animación y doble nominación a mejor canción.

## Argumento
La película abre con la estrella azul (que también apareció en la película Pinocho) centellando por encima de Nueva Orleans, alrededor del año 1913, tiempo en que Woodrow Wilson fue elegido como el 28.o presidente de los Estados Unidos. Dos niñas pequeñas amigas, Tiana y Charlotte La Bouff, están escuchando la historia El príncipe rana, contada por la madre de Tiana, Eudora, una costurera a menudo contratada por los La Bouff (dirigidos por el torpe y todavía propietario de unos tipos de molinos de azúcar, Eli Gran Papi La Bouff) para hacerle vestidos a Charlotte. Aunque Charlotte se emociona con la idea de encontrar un príncipe, Tiana jura que jamás lo necesitará, y que sería incapaz de besar un sapo. Tiana (que desde niña ha tenido una habilidad virtuosa para la cocina) en cambio comparte un sueño con su padre, James, quien acabaría muriendo en la guerra pocos años después sin poder abrir un restaurante propio, llamado «Tiana's Place» (El Mesón de Tiana). Trece años han transcurrido, así como la Primera Guerra Mundial, En abril de 1926 Tiana ahora está trabajando como camarera y ahorrando para cumplir su anhelado sueño, parece haber dejado de divertirse, ya que su padre murió durante la guerra hace varios años. Finalmente consigue el dinero y muestra a su madre sus planes de convertir un antiguo almacén de Riverside en un elegante restaurante, pero su mamá insiste en que Tiana tiene que atender otros aspectos de la vida y que, a pesar de que su padre nunca obtuvo lo que quería, sí tenía lo que necesitaba: amor.
Mientras tanto, el Príncipe Naveen, del legendario reino de Maldonia, llega a la ciudad con su mayordomo Lawrence. El príncipe ha sido reprendido por sus padres (el Rey y la Reina de Maldonia) por su estilo de vida mujeriego y amante del jazz, y tiene que casarse o conseguir un trabajo para ganarse la vida, por lo que planea unirse a Charlotte para ganar su fortuna. Naveen y Lawrence pronto conocen al Dr. Facilier, un ambicioso brujo (conocido como El Hombre Sombra), que convierte a Naveen en un sapo mientras canta la canción "Influencia En El Más Allá" y consigue que Lawrence se le una en su plan para tomar el control de Nueva Orleans.
En el gran baile de disfraces de los La Bouff, Tiana (que fue contratada por su amiga Charlotte para preparar la comida de la fiesta) se entera de que otro cliente —posiblemente, un agente de bienes raíces— ha hecho una oferta más alta por el edificio que ella quería para su restaurante, y ahora se ha quedado sin nada, a menos que le pueda superar la oferta a la brevedad. Después de haber renunciado a la esperanza, ella pide desesperadamente un deseo a una estrella, cuando Naveen sapo aparece. Tiana se asusta, y Naveen, pensando que ella es una princesa, le explica lo que el Dr. Facilier hizo con él y le pide Tiana que le dé un beso para convertirlo nuevamente en humano diciéndole que él es millonario y a cambio le dará lo que ella le pida. Tiana, que recuerda que está a punto de perder su edificio y sabiendo que tiene la oportunidad para el restaurante que siempre ha soñado, se convence y accede darle el beso a Naveen, pero algo sale mal y Tiana se convierte en una rana.
Forman un escándalo en la fiesta y son perseguidos, mientras que Lawrence utiliza un amuleto vudú para hacerse pasar por el príncipe Naveen y conquistar el corazón de Charlotte. Sin embargo, se requiere la sangre de Naveen para que el amuleto funcione, por lo que Facilier envía a sus espíritus malignos para recapturar al príncipe, que ha escapado al bayou con Tiana. Facilier planea usar a Lawrence para que se case con Charlotte, matar a su padre, Gran Papi, y entonces apoderarse de Nueva Orleans, alimentando con las almas de los ciudadanos a sus «Secuaces» los Demonios.
En el bayou, Tiana y Naveen conocen a Louis, un caimán y amigo de Naveen que quiere ser humano para convertirse en un músico de jazz, y a Ray, una vieja luciérnaga macho que está enamorada de la estrella azul a la que él ha estado nombrando Evangeline. Son llevados a ver a Mamá Odie, la vieja y excéntrica sacerdotisa vudú del pantano. En el camino, a pesar de sus diferencias anteriores, Naveen y Tiana se enamoran, aunque ella decide ocultarle sus sentimientos y perseguir su sueño de tener su restaurante.
Con el tiempo llegan a Mamá Odie, quien insiste en que necesitan profundizar más para conseguir lo que necesitan. Naveen se da cuenta de que esto significa estar con Tiana, pero Tiana malinterpreta esto con tener que trabajar aún más duro para su restaurante. Mamá Odie pone de manifiesto que, para que los dos vuelvan a ser humanos, Naveen debe besar a Charlotte, que es la princesa del Mardi Gras, antes de la medianoche, cuando el Mardi Gras termine. Vuelven a Nueva Orleans en uno de los barcos fluviales. En el camino, Louis es reclutado por una banda de jazz, que piensan que Louis es un hombre con disfraz de caimán, mientras Naveen hace un anillo de compromiso para proponerle matrimonio a Tiana y le habla a Ray de sus sentimientos hacia Tiana cuando éste cree que se le insinuaba a Evangeline.
Naveen planea una cena romántica en donde llega el momento de proponerle matrimonio a Tiana, pero al pasar por el almacén al que ella tiene pensado convertir en un restaurante, Tiana muestra más interés en su sueño que en Naveen, por lo que él piensa que no es correspondido. Sabiendo que nunca será capaz de conseguir el dinero para el restaurante de Tiana a menos que se case con Charlotte, Naveen decide casarse y darle su dinero a Tiana para que pueda abrir su restaurante, pero Naveen admite que a Tiana le importa más el restaurante que a él. Sin embargo, Naveen es secuestrado por los espíritus malignos, y es llevado a Facilier, quien lo encierra después de obtener una pequeña cantidad de su sangre para el amuleto. Mientras, Ray le revela a Tiana que Naveen verdaderamente la ama, y que quería proponerle matrimonio. Tiana se apresura al desfile de Mardi Gras para encontrar a Lawrence (disfrazado del Príncipe Naveen) casándose con Charlotte, habiendo recargado el amuleto vudú. Pensando que Lawrence es el verdadero Naveen, Tiana se escapa hacia un cementerio con el corazón destrozado y le dice a Ray que Evangeline es sólo una estrella y que en realidad nunca se encontrará con ella. Él no parece creerla en absoluto, y pide disculpas a Evangeline en su nombre. Ray fue a la carroza donde estaban Charlotte y Lawrence para averiguar lo que sucedía en realidad y se entera de que no es el verdadero Naveen, sino un impostor. 
Ray consigue liberar al verdadero Naveen y robar el amuleto, lo que causa que Lawrence retome su verdadera forma, Ray se enfrenta a Lawrence para salvar a Naveen y se lleva el amuleto para mostrarle a Tiana la verdad. Los espíritus malignos van tras Ray y Louis al ver a su amigo en problemas, se revela como un verdadero cocodrilo para ayudarlo. Ray consigue llegar hasta donde estaba Tiana entregándole el talismán diciéndole que corra y nunca deje que el Dr. Facilier se apodere de él. Cuando los espíritus malignos llegan para recuperar el talismán, Ray los enfrenta con su luz, pero Facilier lo noquea de un golpe y lo aplasta dejándolo malherido. Una vez que Facilier y los espíritus acorralaron a Tiana, ella amenaza con destruirlo, asustado con esa amenaza, el Dr. Facilier ofrece a Tiana todo lo que siempre quiso, incluyendo su restaurante y su forma humana, pero ella recuerda a su padre y sabe que lo más importante es el amor que le inculcó y que seguir a su corazón es más importante que tomar el camino fácil, tal y como su madre se lo había dicho en el pasado. Al intentar romper el talismán, la sombra de Facilier lo recupera y la transforma otra vez en un sapo, sin embargo y de forma astuta, Tiana usa su lengua para quitarle de las manos a Facilier el talismán y finalmente lo rompe en mil pedazos contra el suelo, provocando que los espíritus malignos se liberen y procedan a arrastrar al médico brujo a su mundo, dejando atrás una lápida con su nombre y cara de miedo grabadas.
De vuelta en el desfile de Mardi Gras, Lawrence es encontrado culpable por usurpar la identidad del Príncipe Naveen, y es arrestado por la policía de Nueva Orleans. Mientras tanto el verdadero Naveen, aún convertido en rana por el maleficio de Facilier, le revela la verdad a una sorprendida Charlotte, proponiéndole matrimonio a modo de sacrificio. Charlotte está tan entusiasmada por besar a una rana y casarse con el Príncipe, quien a cambio pide que Tiana logre abrir el restaurante de sus sueños. Naveen esta a punto de besar a Charlotte y por fin romper el maleficio, pero Tiana lo detiene confesándole que prefiere tenerlo a él como una rana antes que tener su restaurante, pues lo ama. Charlotte ofrece darle un beso para que pueda casarse con Tiana, pero es demasiado tarde: el Mardi Gras se ha acabado y ella ya no es una princesa. Louis encuentra a Ray herido y lo lleva hasta la pareja. Él ve que Tiana y Naveen aún son ranas, pero están juntos y expresa su felicidad antes de morir. En su funeral, miran hacia arriba y ven que otra estrella ha aparecido junto a Evangeline: se trataba de Ray reuniéndose finalmente con su amor.
Naveen y Tiana contraen matrimonio en el bayou en una ceremonia oficiada por Mamá Odie. Sorpresivamente, su beso los convierte de nuevo en humanos, pues al ser la mujer de Naveen, Tiana es una princesa con todas las de la ley. Los ahora príncipes regresan a Nueva Orleans, oficializan su matrimonio por la iglesia y recuperan el edificio, con Louis amenazando a los agentes de bienes raíces. Trabajan juntos y abren el restaurante de Tiana, que se denomina «Tiana's Palace» (La Mansión de Tiana), un negocio exitoso donde Louis toca la trompeta en su banda Firefly Five Plus Lou.
La película termina con Tiana y Naveen bailando mientras las dos estrellas, Ray y Evangeline, centellean en el cielo.

## Producción
Disney había anunciado que Home on the Range sería su última película animada tradicional (2D) dentro de su canon. Sin embargo, después de la adquisición de Pixar a inicios del 2006, se reportó que Ed Catmull y John Lasseter, los nuevos líderes del departamento de animación, estaban interesados en volver a hacer animación tradicional en 2D.
Ron Clements y John Musker, directores de las películas La Sirenita y Aladdín, la escribirían y dirigirían.
En la comic-con de ese año, el animador de Disney Eric Goldberg confirmó que el compositor ganador del Óscar Alan Menken estaría a cargo de la música.
La película prometía el regreso de los musicales tipo Broadway al estilo de los clásicos de Disney y de su resurgimiento a finales de los años 80 e inicios de los 90. Rhett Wickham reportó que John Lasseter pidió personalmente a Ron Clements y John Musker que escribieran y dirigieran la película, y que podrían escoger el tipo de animación a usar (tradicional 2D o en computadora, 3D o CGI). Debido a que el antiguo sistema de producción de Disney CAPS era ya obsoleto, se tendría que desarrollar software nuevo y actualizado.
El 13 de noviembre de 2006 se reveló que Randy Newman, responsable de la música de las películas de Pixar, estaría a cargo de la música de la película en lugar de Alan Menken. El nuevo letrista sería Glenn Slater. Este cambio se debió a que John Lasseter no quiso que Disney fuese repetitivo, ya que Menken se encontraba trabajando en otro cuento de hadas de Disney: Encantada.
El 1 de diciembre de 2006 se anunció el reparto de la película. La premisa de la película es la de un cuento de hadas moderno, musical, ambientado en Nueva Orleans durante la era del Jazz, en la década de los años 20 del siglo XX. En esa ocasión se presentaron los personajes de la película, incluyendo a la protagonista de nombre Maddy.
En febrero de 2007, se anunció que Jennifer Hudson y Anika Noni Rose eran candidatas para obtener el papel protagónico en la película. También se supo que Alicia Keys contactó directamente al jefe de los estudios Disney, Dick Cook, pidiéndole el mismo papel. Después se reveló que Tyra Banks también había sido considerada para el mismo.
Durante la junta de accionistas anual de Disney, en marzo de 2007, Randy Newman y el Dirty Dozen Brass Band tocaron una canción de la película, titulada Down in New Orleans (‘Abajo en Nueva Orleans’), mientras se mostraban diapositivas de las imágenes de preproducción.
El 19 de abril de 2007 se confirmó que Anika Noni Rose prestaría su voz al personaje de la Princesa Tiana. El 5 de julio de 2007 se reportó que Keith David haría la voz del Dr. Facilier, el villano de la historia.
El 4 de agosto de 2008, se inauguró el sitio oficial en internet, que incluyó el primer tráiler de la película.
El 6 de agosto de 2008 Rhett Wickham anunció los nombres de los diez supervisores de la animación de los diez personajes principales, en el sitio LaughingPlace.com.
Aunque ya se había experimentado con animación sin papel con el cortometraje de Goofy titulado How to Hook Up Your Home Theater (Cómo conectar tu teatro en casa), los artistas de The Princess and the Frog usaron lápiz sobre papel, que después sería digitalizado (escaneado) en la computadora. Aunque el estudio había desarrollado un nuevo proceso de animación a mano, como el uso de coloreado digital sin CAPS, el proceso de animación sigue siendo el mismo.
El 9 de mayo de 2009, el tráiler oficial de la película fue exhibido en el canal de televisión Disney Channel.

### Repercusión
La película cosechó un gran éxito, siendo aclamada tanto por la crítica como por el público internacionalmente. Algunas críticas de EE. UU. dicen:
- «Los diálogos son frescos e inteligentes; los temas, atemporales; los ritmos son desenfrenados y el retorno a la animación clásica está bellamente realizado» (Betsy Sharkey, Los Angeles Times).
- «The Princess and the Frog es la mejor película animada que ha hecho Disney en años» (Kirk Honeycutt, The Hollywood Reporter).

Otras críticas españolas dicen:
- «Es impresionante. [...] La electricidad que exhalan algunas de sus secuencias ya puede figurar entre lo mejor de la historia de Disney» (Jordi Batlle Caminal, diario La Vanguardia).
- «Virtuoso recital detallista [...]; la sofisticación al servicio del clasicismo» (Jordi Costa, Fotogramas).

## Reparto
Lista de los personajes principales.
| Nombre                      | Descripción | Actor/actriz de voz                               | Doblaje en México                                                                       | Doblaje en España                                                |
| --------------------------- | --- | ------------------------------------------------- | --------------------------------------------------------------------------------------- | ---------------------------------------------------------------- |
| Tiana                       | La protagonista principal de la película. Una joven camarera y aspirante a cocinera de 19 años que sueña con ser dueña de su propio restaurante algún día. Ella cree en el trabajo duro, no esperando a un príncipe por venir. En el transcurso de la película, mientras está convertida en rana, ella aprende que lo que quiere no es lo que necesita, y lo que necesita es a sus amigos y a Naveen. Al final, ella se casa con Naveen y abre su restaurante. | Anika Noni Rose Elizabeth Dampier (Tiana de niña) | Mireya Mendoza, Paula Arias Esquivel (Canciones) Itzel Mendoza González (Tiana de niña) | Elisa Langa, Chila Lynn (Canciones) Sara Jiménez (Tiana de niña) |
| Príncipe Naveen             | Tiene 24 años. Un príncipe atractivo, seductor, sociable, despreocupado y amante de la diversión, que viene al barrio francés para disfrutar la escena del jazz y del que Tiana y Charlotte se enamoran. Por ser nuevo en la ciudad, es convencido por el sospechoso Dr. Facilier a pasar por su oficina, lo que resulta en una maldición, transformándolo en un sapo. Naveen aprende a lo largo de la película que el dinero no lo es todo, pero los amigos y el amor sí, enamorándose así de Tiana. A lo largo de la película se puede ver que se preocupa por ella y le hace un anillo de compromiso. Al final, se casa con ella y le ayuda a alcanzar su sueño de conseguir un restaurante. No está claro si sus padres han restaurado su fortuna. Su nombre es un nombre tradicional de la India. | Bruno Campos                                      | Mario Filio                                                                             | Eduardo del Hoyo, Álex Ubago (Canciones)                         |
| Louis                       | Un caimán cantante de jazz que es cómico, maníaco, muy nervioso y toca la trompeta. Su sueño es convertirse en humano para que pueda unirse a una banda de jazz. | Michael-Leon Wooley                               | Francisco Céspedes                                                                      | Carlos Kaniowsky, King África (Canciones)                        |
| Ray                         | Una luciérnaga cajún enferma de amor que conoce a Mamá Odie y se ofrece a ayudar a los sapos para llegar a ella. Él está enamorado de la estrella azul que la nombró Evangeline, y piensa que es otra luciérnaga. Él fue asesinado por el Dr Facilier al final de la película, pero su alma se convierte en una estrella y se une junto a su Evangeline para ser feliz por toda la eternidad. | Jim Cummings                                      | Arturo Mercado                                                                          | Rafa Romero, Daniel Carbonell (Macaco) (Canciones)               |
| Charlotte La Bouff          | Una joven mimada y consentida por su propio padre y debutante del sur, diva y la mejor amiga de Tiana, de 19 años de edad. A diferencia de muchos personajes mimados y consentidos, Charlotte es realmente una chica muy dulce, amable y simpática, aunque sea también una chica muy mimada, caprichosa y consentida. Ella quiere desesperadamente casarse con un príncipe y ser una princesa. Charlotte es un poco lenta en descubrir exactamente lo que ha estado sucediendo en toda la película, pero aun así apoya por completo la relación de Naveen y Tiana. | Jennifer Cody Breanna Brooks (Charlotte de niña)  | Leyla Rangel Sara Paula Gómez Arias (Charlotte de niña)                                 | Mar Bordallo Alba Rubio Ruiz (Charlotte de niña)                 |
| Dr. Facilier                | El antagonista principal de la película. Es un malvado, pérfido y ambicioso brujo vudú experto en quiromancia y un practicante de vudú que engaña a Naveen (utilizando deliberadamente una engañosa jerga) en aceptar un acuerdo con él en que el príncipe se convierte en una rana (le pregunta a Naveen si el «verde» [que Naveen pensaba que era dinero] era lo que quería). Como Facilier explica en la película, sus poderes son limitados en cuanto no puede conjurar cosas por sí mismo: también depende de sus «amigos del otro lado», que toman la forma de máscaras de vudú en su salón y con quien tiene que negociar para obtener favores. Al parecer, le debe algo a las sombras —presumiblemente, su alma—, pero nunca es realmente revelado. Le teme un poco a estos amigos y ofrece todas las almas del díscolo Nueva Orleans después de que él se convierta en el hombre más rico de la ciudad. Al final, las sombras lo llevan a su mundo y muere. Su sombra parece tener una mente propia. | Keith David                                       | Víctor Trujillo                                                                         | Javier Gurruchaga                                                |
| Mamá Odie                   | Una sacerdotisa vudú ciega de 197 años de edad que sirve como el hada madrina de la película. Ella vive en un viejo barco situado encima de un árbol de mangle gigante en el bayou, y es dueña de una serpiente mascota llamada JuJu, que sirve como su perro lazarillo y caña blanca. Ella cocina gumbo en una bañera enorme en su casa y, como Facilier con sus cartas, Mamá Odie es capaz de ver pasado, presente y futuro en sus remolinos. Su tema vudú es la luz del sol, en contraste con el tema de las sombras de Facilier. | Jenifer Lewis                                     | Joana Brito, Heidy Viciedo Quesada (Canciones)                                          | Pilar Gentil, Omara Portuondo (Canciones)                        |
| JuJu                        | Es una serpiente, mascota de Mamá Odie. |                                                   |                                                                                         |                                                                  |
| Lawrence                    | El mayordomo de servicio pomposo y hastiado del príncipe Naveen, quien está claramente molesto con las payasadas de su despreocupado señor. En el fondo, él siempre ha estado celoso de la fama y vida de Naveen. Cuando los dos conocen al Dr. Facilier, el mago diabólico vudú lo convence de convertirse en su aliado, después de haber predicho a través de las cartas del tarot que, en el futuro, sería «el hombre que siempre quiso ser». Después de aceptar la oferta, Facilier le da a Lawrence un amuleto que contiene la sangre de Naveen, que le permite tomar la apariencia del príncipe. Lawrence procede entonces a cortejar a Charlotte, como parte de su parte del trato. Sin embargo, justo cuando están a punto de casarse, el hechizo de Facilier se rompe y Lawrence vuelve a ser él mismo, dando lugar a su arresto. | Peter Bartlett                                    | Héctor Lee                                                                              | Carlos Ysbert                                                    |
| Eli La Bouff                | Un rico y agradable hacendado del sur y padre de Charlotte La Bouff, el Dr. Facilier quería matarlo con un muñeco vudú de él. Se le apoda "Big Daddy" ("Gran Papi" en Hispanoamérica, y "Papaíto" en España) Se desconoce que le pasó a su esposa, quien nunca es vista ni mencionada. | John Goodman                                      | Francisco Colmenero                                                                     | Victor Valverde                                                  |
| James                       | El fallecido padre de Tiana. Un breve vistazo a una foto en la mesa de noche de Tiana adulta lo muestra en un uniforme militar. Una medalla adjunta significa que murió durante la Primera Guerra Mundial. | Terrence Howard                                   | Octavio Rojas                                                                           | Luis Bajo                                                        |
| Eudora                      | La madre de Tiana. Aunque apoya a su hija en su sueño de abrir un restaurante, también desea que pronto se case y ella pueda tener nietos. | Oprah Winfrey                                     | Simone Brook                                                                            | Mercedes Cepeda                                                  |
| Hermanos Fenner             | Dos agentes inmobiliarios que finalmente le venden a Tiana el ingenio azucarero bajo coacción después de negarse inicialmente porque alguien más se ofrecía a pagarlo en efectivo y porque creían que Tiana no podía administrarlo debido a sus antecedentes. | Corey Burton Jerry Kernion                        | Roberto Carrillo Carlos Cobos                                                           |                                                                  |
| Reggie, Darnell y Dos Dedos | Tres torpes cazadores de ranas que intentan atrapar a Tiana y Naveen como ranas. | Ritchie Montgomery Don Hall Paul Briggs           | Raúl Aldana Luis Daniel Ramírez                                                         |                                                                  |

El villano en un principio se llamaría Dr. Duvalier (en memoria de Francois Duvalier, Papa Doc, quien sometió a su país por medio de la superstición del vudú) e iba a ser un practicante de magia vudú. Se adaptó como un practicante de quiromancia y, además, brujo vudú. La iconografía de este personaje está fuertemente basada en el Barón Samedi (señor de los cementerios en la religión vudú). El príncipe se llamaría Harry; cambios de última hora hicieron que se llamara Naveen.

## Controversia
Hubo controversia cuando se reveló que el nombre de la heroína de la película, de ascendencia afroamericana, sería Maddy, apócope del nombre francés Madeleine. Algunas personas percibieron que el nombre del personaje era un estereotipo de esclava, ya que el personaje era una sirvienta de clase baja al servicio de un adinerado hombre de raza blanca. Se presentaron quejas de personas que consideraban esta situación racista.
El 20 de abril de 2007 la cadena de televisión E! reportó que el título de la película podría cambiar de The Frog Princess (La princesa rana) a The Princess and the Frog (La princesa y el sapo), y que el personaje principal, Maddy, también sufriría un cambio de nombre. El 4 de mayo de 2007, el periódico USA Today publicó un artículo en el cual hacían referencia a la película con su nuevo título, y se referían al personaje principal con el nombre de "Tiana" en lugar de Maddy.
El 8 de mayo de 2007, la cadena de televisión BET y algunos sitios en Internet reportaron que Heidi Trotta, portavoz de Disney, confirmó los nuevos nombres. Anunció que la princesa Tiana sería una heroína en la tradición de las princesas de Disney, y que los otros aspectos y personajes de la historia serían tratados con gran respeto y sensibilidad.

## Recepción

### Taquilla
La película recaudó $24.208.916 en su primer fin de semana en Estados Unidos y $151.909 en otros territorios para un total de $24.360.825 mundialmente.
Hasta el final de su tiempo en taquilla, la película recaudó $104.400.899 en la taquilla estadounidense y $162.644.866 en la taquilla extranjera, recaudando así un total de $270.045.765, situándose en el puesto #625 y #488 de las películas más taquilleras de Estados Unidos y del mundo respectivamente.
Es la vigésimo cuarta película con la mayor recaudación del 2009. Además es la vigésima película más taquillera de los clásicos de Disney

### Crítica
La película recibió reseñas positivas de parte de la crítica y de la audiencia. En el portal de internet Rotten Tomatoes, la película posee una aprobación de 85%, basada en 191 reseñas, con una puntuación de 7.4/10 por parte de la crítica, mientras que de parte de la audiencia tiene una aprobación de 74% basada en 260 678 votos y con una puntuación de 3.7/5.
La página Metacritic le ha dado a la película una puntuación de 73 de 100, basada en 29 reseñas, indicando "reseñas generalmente positivas". 
Las audiencias de CinemaScore le han dado una puntuación de "A" en una escala de A+ a F, mientras que en el sitio IMDb los usuarios le han dado una calificación de 7.1/10, con base en más de 99 000 votos. En FilmAffinity ha recibido una calificación de 6.2/10, basada en más de 18 000 votos.

## Premios

#### Premios Óscar
| Año  | Categoría                                      | Candidato                | Resultado |
| ---- | ---------------------------------------------- | ------------------------ | --------- |
| 2010 | Mejor película de animación                    | Ron Clements John Musker | Nominado  |
| 2010 | Óscar a la mejor canción (Almost There)        | Randy Newman             | Nominado  |
| 2010 | Óscar a la mejor canción (Down in New Orleans) | Randy Newman             | Nominado  |

#### Premios Annie
| Año  | Categoría                                | Candidato                | Resultado |
| ---- | ---------------------------------------- | ------------------------ | --------- |
| 2010 | Annie a la mejor película de animación   | Ron Clements John Musker | Nominado  |
| 2010 | Annie a la mejor animación de personajes | Eric Goldberg            | Ganador   |
| 2010 | Annie al mejor doblaje                   | Jen Cody                 | Ganador   |
| 2010 | Annie a los mejores efectos de animación | James Mansfield          | Ganador   |
| 2010 | Annie al mejor diseño de producción      | Ian Gooding              | Nominado  |

## Legado

### Serie de televisión cancelada y próximo especial
En diciembre de 2020, Disney anunció una serie de televisión que sirve como continuación de la película, titulada Tiana, para ser estrenada Disney+, siendo una de las primeras series derivadas de una película de Walt Disney Animation Studios producida por el propio estudio, en lugar de Disney Television Animation. En marzo de 2025, se anunció que la serie había sido archivada. The Hollywood Reporter señaló; "Fuentes cercanas a la serie de streaming dicen que a pesar de los mejores esfuerzos, incluidos varios cambios en el equipo creativo, Tiana finalmente no pudo llegar a donde necesitaba estar dados los costos de producción". En cambio, se informó que un especial con los personajes estaba en las primeras etapas de planificación.

### Adaptación de acción real propuesta
En enero de 2022, Jennifer Lee, vicepresidenta creativa de Walt Disney Animation Studios, reveló que Stella Meghie, guionista y directora de la serie de televisión Tiana, quiere desarrollar una adaptación de acción real de The Princess and the Frog.